# Saint-Daunès
Saint-Daunès is een plaats en voormalige gemeente in het Franse departement Lot in de regio Occitanie en telt 205 inwoners (1999). De plaats maakt deel uit van het arrondissement Cahors.

## Geschiedenis
Saint-Daunès is op 1 januari 2019 gefuseerd met de gemeenten Bagat-en-Quercy en Saint-Pantaléon tot de gemeente Barguelonne-en-Quercy. 

## Geografie
De oppervlakte van Saint-Daunès bedraagt 10,0 km², de bevolkingsdichtheid is 20,5 inwoners per km².
De onderstaande kaart toont de ligging van Saint-Daunès met de belangrijkste infrastructuur en aangrenzende gemeenten.

## Demografie
Onderstaande figuur toont het verloop van het inwonertal.